# IC 520
IC 520 ist eine Spiralgalaxie mit aktivem Galaxienkern vom Hubble-Typ SAab im Sternbild Giraffe am Nordsternhimmel. Sie ist schätzungsweise 161 Millionen Lichtjahre von der Milchstraße entfernt und hat einen Durchmesser von etwa 70.000 Lichtjahren.

Gemeinsam mit NGC 2614, NGC 2629, NGC 2646 bildet sie die IC 520-Gruppe.
Das Objekt wurde am 29. August 1888 vom US-amerikanischen Astronomen Lewis Swift entdeckt.

## IC 520-Gruppe (LGG 162)
| Galaxie  | Alternativname | Entfernung/Mio. Lj |
| -------- | -------------- | ------------------ |
| IC 520   | PGC 24970      | 161                |
| NGC 2614 | PGC 24473      | 160                |
| NGC 2629 | PGC 24682      | 172                |
| NGC 2646 | PGC 24838      | 170                |